# Bohuslavice, Náchod
Bohuslavice là một làng thuộc huyện Náchod, vùng Královéhradecký, Cộng hòa Séc.